# بيرويك راينجرز
بيرويك راينجرز (بالإنجليزية: Berwick Rangers F.C.)‏ هو نادي كرة قدم بريطاني تأسس في 1881 ، يقع مقره الرئيسي في بلدة بيريك أبون تويد، ويلعب في دوري كرة القدم الاسكتلندي الدرجة الثالثة ‏.

## وصلات خارجية
- الموقع الرسمي